# Wrangel (casato)

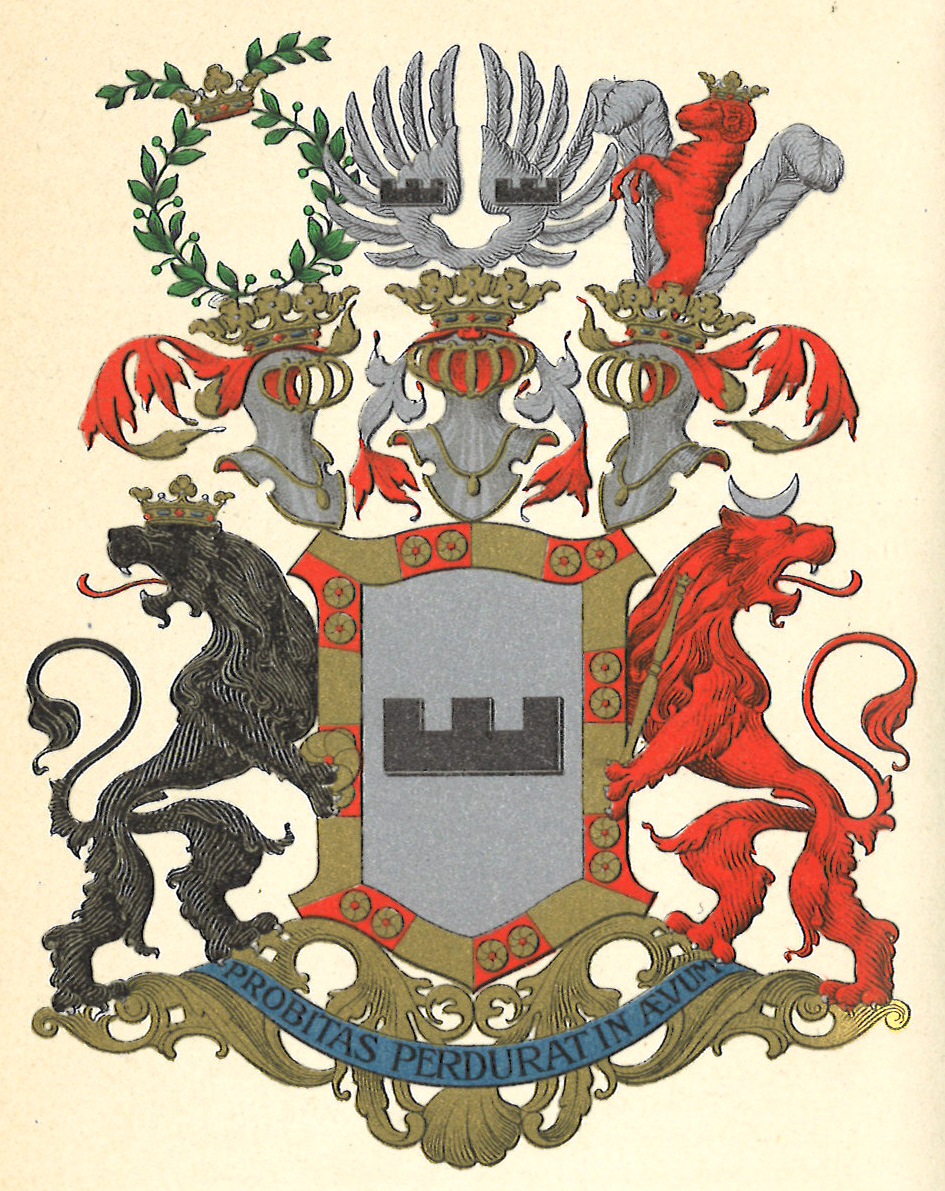
Stemma di famiglia

I Wrangel sono una famiglia, di origine baltico-tedesca, che si è diffusa in Germania, nell'Impero russo, nella Svezia e nei Paesi baltici.

## Storia
Il nome della famiglia Wrangel è menzionato per la prima volta in alcuni documenti del XIII secolo riguardanti i possedimenti danesi di Wierland, nell'attuale Estonia nord-orientale. Furono nominati, per volontà del re Valdemaro II di Danimarca signori di Reval. Nel 1277 un certo Henricus de Wrangele è vassallo del vescovo di Riga. La famiglia si divise poi diversi rami, ve n'erano cinque nel XIV secolo e sedici all'inizio del '900. Diversi suoi membri ebbero importanti incarichi, principalmente militari, nei diversi paesi che si affacciano sul mar Baltico. Vi furono infatti sette marescialli, sette ammiragli e trenta generali, di cui diciotto servirono l'esercito imperiale russo. I rami baltici, russi, che in precedenza erano sottoposti al governo svedese, e prussiani ottennero il titolo di barone.

## Membri illustri
- Herman Wrangel (ca.1584-1643) Governatore della Livonia svedese
- Carl Gustaf Wrangel (1613–1676) Generale svedese che combatté nella guerra dei trent'anni e nella seconda guerra del nord
- Barone Heinrich Johann Wrangell von Addinal (1736–1813)
- Friedrich von Wrangel (1784-1877) governatore di Berlino, maresciallo tedesco
- Ferdinand von Wrangel (1796–1870) ammiraglio ed esploratore russo
- Ferdinand Georg Friedrich von Wrangel (1844–1919)
- Pëtr Nikolaevič Vrangel' (1878-1928) Generale e importante leader dell'Armata Bianca durante la guerra civile russa
- Alexander Evstafiyevich Wrangel (1804–1880)
- Wilhelm Bernhard Friedrich von Wrangel (1797–1872)
- Vasilij Georgievič Vrangel' (1816–1860)
- Georg Gustav Ludwig von Wrangel (1784–1841)
- Karl Michael von Wrangel (1794–1874)
- Reinhold Otto Fabian von Wrangel (1797–1884)
- Karl Karlovich Wrangel (1800–1872)
- Hans Georg Hermann von Wrangel (1803–1868)
- Karl Gustav von Wrangel (1742–1824)
- Georg von Wrangel (1827–1875)
- Michael von Wrangel (1803–1868)
- Vasilij Georgievič Vrangel' (1862–1901)
- Margarethe Mathilde von Wrangell (1877–1932)
- Nikolaj Nikolaevič Vrangel' (1880–1915)
- Hans Olaf von Wrangel (1928–2009)